# Keimpemastins
De Keimpemastins is een van oorsprong middeleeuwse stins aan de Grote Kerkstraat in de Friese stad Leeuwarden. De stins is gebouwd in het begin van de 14e eeuw en zou daarmee een van de oudste stenen huizen van Leeuwarden zijn.

## Beschrijving
De stins is waarschijnlijk gebouwd door de familie Keimpema. Deze familie komt eveneens in de 14e eeuw voor in Leeuwarden. De Keimpemastins wordt ook wel het "Pastoorshuis" genoemd, daar het vroeg in de 15e eeuw de functie kreeg van pastorie van de Lieve Vrouwekerk van Nijehove. Deze kerk werd ten tijde van de Reformatie uit zijn functie ontheven waarna de Keimpemastins herbestemd werd als Latijnse school. Eind 16e eeuw werd het pand aan de achterzijde van een aanbouw voorzien, deze is afgebroken in de 19e eeuw. In de 18e eeuw werd de stins opnieuw pastorie tot het in 1765 als armenschool ingericht werd. In 1776 werd het wederom een woonhuis. Het pand werd in 1840 verkocht. De nieuwe eigenaar deelde de Keimpemastins op in drie woningen. In 1890 ging het gebouw dienstdoen als pakhuis. De stins raakte in verval, maar werd in de periode 1980-1981 in ere hersteld. Het pand kent nog een zoldering uit de 16e eeuw.

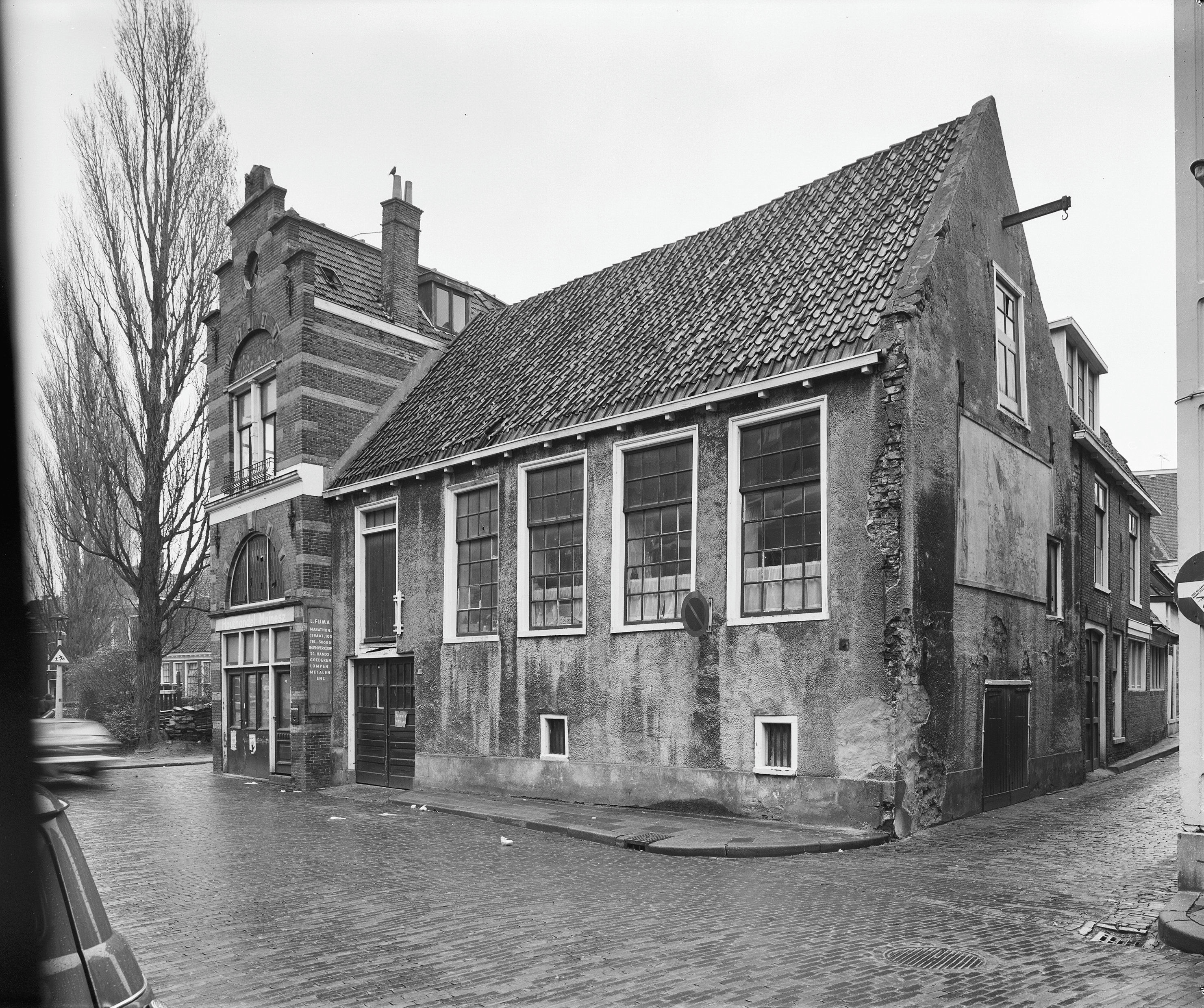
De Keimpemastins in het jaar 1975 voor de restauratie van 1980-1981.
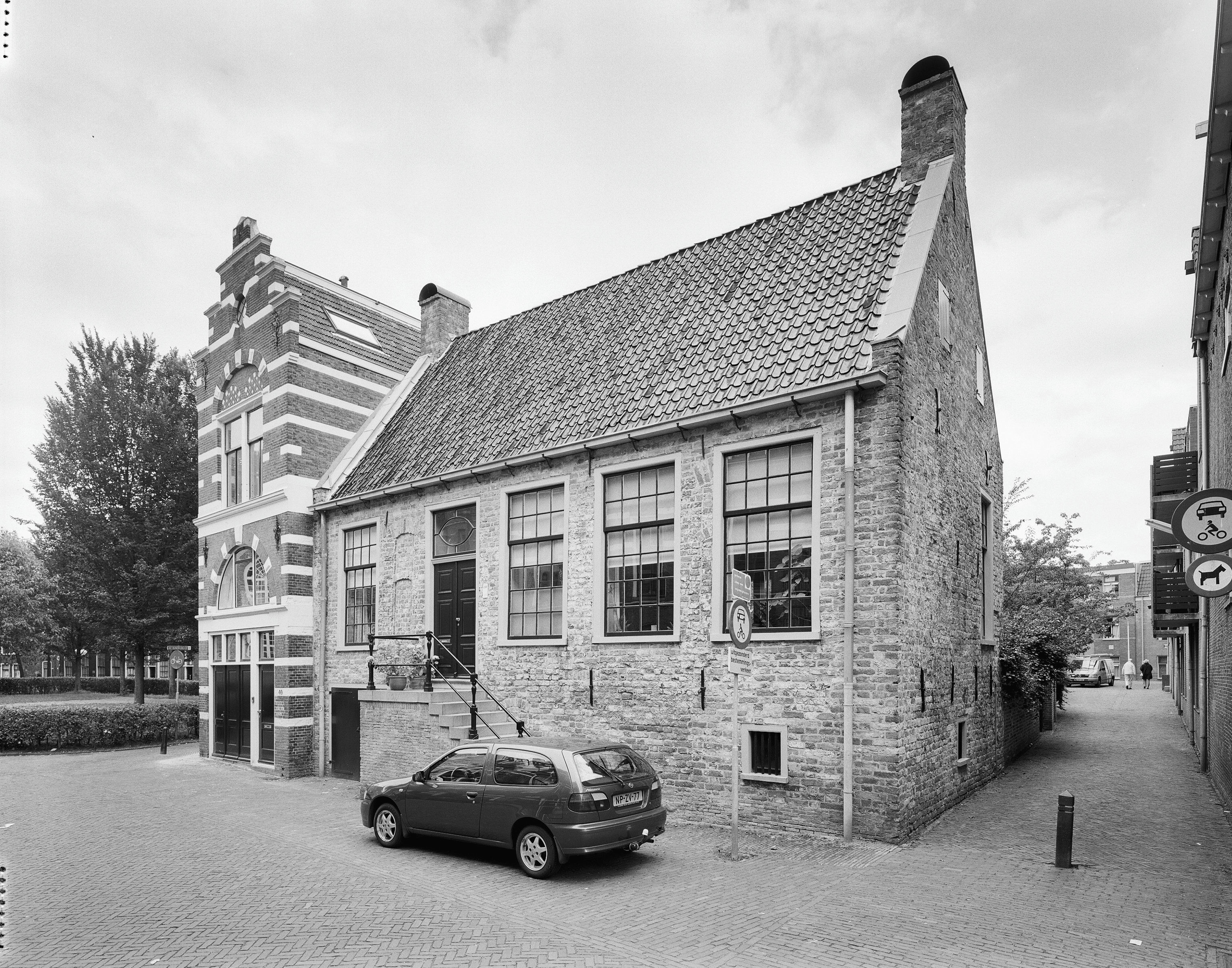
De stins in het jaar 2000.